# Endasys spinissimus
Endasys spinissimus är en stekelart som beskrevs av Luhman 1990. Endasys spinissimus ingår i släktet Endasys och familjen brokparasitsteklar. Inga underarter finns listade i Catalogue of Life.